# معردس
معردس (به عربی: معردس) یک روستا در سوریه است که در ناحیه صوران واقع شده‌است. معردس ۶٬۷۵۰ نفر جمعیت دارد.